# Bugande i Japan

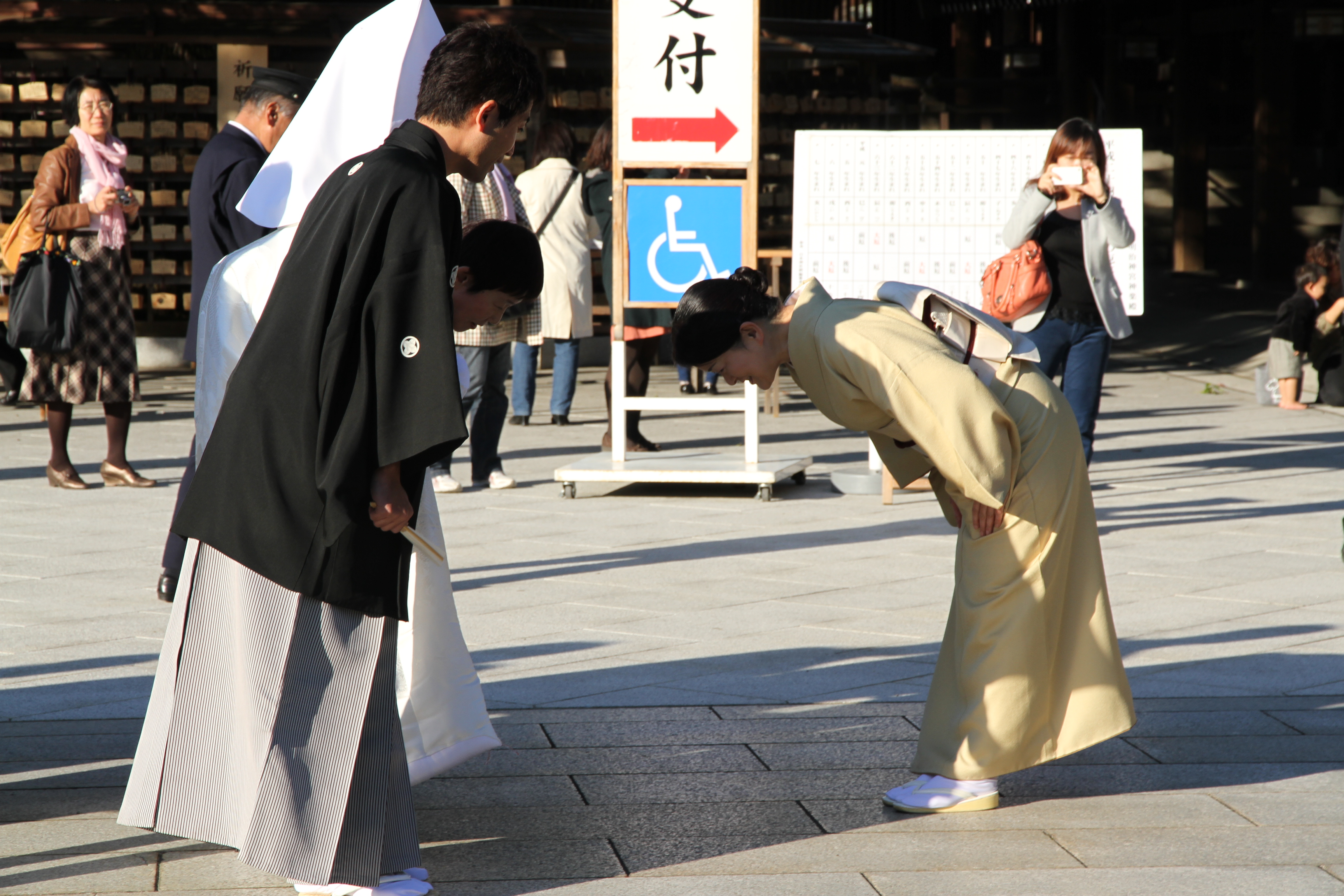
Bugande människor i Japan.

Bugande i Japan (japanska: お辞儀, ojigi) innebär att sänka huvudet eller övre bålen för att hälsa, visa vördnad, förlåtelse eller tacksamhet i sociala eller religiösa situationer. Historiskt sett har ojigi förknippats med samurajerna som under kamakuraperioden införde bugandet i sin krigaretikett.